# Brotas (São Paulo)
Brotas is een gemeente in de Braziliaanse deelstaat São Paulo. De gemeente telt 23.898 inwoners (schatting 2022).

## Aangrenzende gemeenten
De gemeente grenst aan Dois Córregos, Dourado, Itirapina, Ribeirão Bonito, São Carlos, São Pedro en Torrinha.

## Economie
In Brotas staat een fermentatiefabriek van DSM/Amyris, die toegeleverd wordt door de lokale suikerplantages en -fabriek.